# القنب الهندي في بنين
القنب الهندي في بنين غير قانوني. البلد ليس منتجًا رئيسيًا أو مستهلكًا للمخدرات, ولكنه يخدم بشكل متزايد كنقطة إعادة شحن للأدوية المنتجة في مكان آخر. القنب هو المخدر الوحيد المنتج محليًا في بنين, وإن كان في الغالب على نطاق ضيق.

## تاريخ
لاحظت موسوعة سياسة المخدرات في عام 2011 أنه على مدى العقدين الماضيين, أصبح بيع القنب يقع بشكل متزايد تحت سيطرة عصابات الجريمة المنظمة التي تعمل على المستوى الإقليمي, ولا سيما من نيجيريا. ظهرت بورتو نوفو كنقطة عبور معينة, نظرًا لقربها من نيجيريا مما سمح بالتعاون مع مهربي اليوروبا.

## إجباري
في عام 2006, صادرت بنين 82 كيلوغراما من الحشيش.